# شیاطین سن پترزبورگ
شیاطین سن پترزبورگ (ایتالیایی: I demoni di San Pietroburgo) یک فیلم در ژانر درام به کارگردانی جولیانو مونتالدو است که در سال ۲۰۰۸ منتشر شد.

## بازیگران
- میکی مانویلوویچ
- کارولینا کرشنتینی
- روبرتو ارلیتسکا
- آنیتا کاپریولی
- فیلیپو تیمی
- ساندرا چکارلی
- امیلیو د مارکی
- آلکس اینفاشلی